# Congresso de Erfurt
O Congresso de Erfurt foi o encontro entre Napoleão, imperador dos franceses, e Alexandre I, imperador de toda a Rússia, de terça-feira, 27 de setembro a sexta-feira, 14 de outubro de 1808, destinado a reafirmar a aliança concluída no ano anterior com os Tratados de Tilsit que se seguiram ao fim da Guerra da Quarta Coalizão.

## Antecedentes
Em Tilsit, Napoleão havia feito de Alexandre um admirador, mas na época da reunião em Erfurt, o sentimento antifrancês na corte russa estava começando a ameaçar a aliança recém-formada. Napoleão e seu ministro das Relações Exteriores, Jean-Baptiste Nompère de Champagny, buscaram fortalecer a aliança mais uma vez para resolver os assuntos na Espanha e se preparar para a esperada guerra com a Áustria. Trabalhando em oposição a Napoleão estava Charles Maurice de Talleyrand-Périgord, que nessa época havia chegado à conclusão de que Napoleão estava levando a França à destruição e que secretamente aconselhou Alexandre a resistir às exigências de Napoleão.

## Conferência

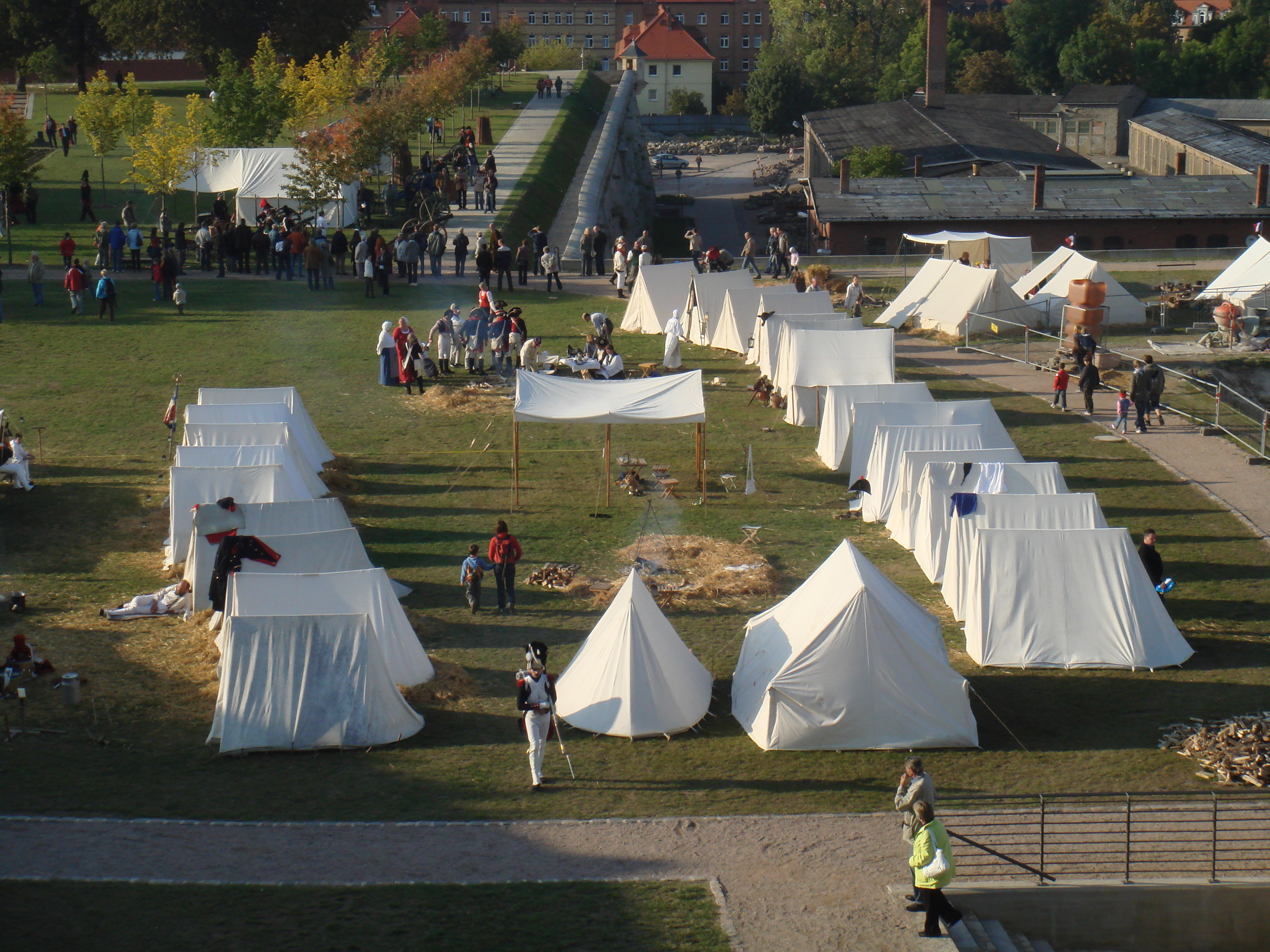
Reconstituição do acampamento militar na Cidadela de Petersberg, 200º aniversário do Congresso de Erfurt, setembro de 2008.

A cidade de Erfurt estava sob o controle direto do imperador dos franceses nesta época como Principado de Erfurt. Napoleão tentou impressionar Alexandre com as glórias do Império Francês. A reunião tornou-se uma grande conferência envolvendo uma série de reis, príncipes, duques, barões e notáveis de toda a Europa. Entre os participantes estava Talma e toda a Comédie Française, que apresentou dezesseis tragédias francesas ao longo do Congresso. Goethe foi cortejado pelo próprio Napoleão e Arthur Schopenhauer, de 20 anos, chegou no trem de Goethe e lançou um olhar cínico sobre os procedimentos.
Das reuniões saiu um acordo, a Convenção de Erfurt, em catorze artigos, exigindo que a Grã-Bretanha cessasse sua guerra contra a França, reconhecendo a conquista russa da Finlândia da Suécia e declarando que em caso de guerra com a Áustria, a Rússia deveria ajudar a França "no melhor de sua capacidade". Os dois imperadores partiram para suas terras natais em 14 de outubro. Seis meses depois, a esperada guerra com a Áustria começou, e Alexandre mal cumpriu seu acordo, ajudando a França o mínimo possível. Em 1810, os dois imperadores estavam considerando a guerra um com o outro. Erfurt foi o último encontro entre os dois líderes.
Em 1812, a Rússia não cumpria mais o Sistema Continental de guerra econômica de Napoleão contra o Reino Unido e o sentimento antifrancês na corte russa havia atingido um novo patamar. Os gastos com a defesa russa aumentaram e as tropas foram enviadas para a fronteira em preparação para uma invasão da Polônia. Napoleão antecipou isso atacando primeiro e com mais força.
Desde o início em Tilsit, poucos espectadores acreditaram que essas duas potências europeias poderiam coexistir pacificamente lado a lado, com o Grão-Ducado de Varsóvia, um estado satélite francês vizinho da Rússia. Erfurt pode ter atrasado o eventual início da guerra, mas era provável que as duas potências acabassem entrando em conflito.

## Na cultura popular
O congresso é um evento referido por Leo Tolstoy em seu War and Peace (Book Two Part Three Chapter 1).:240,246